# بيتر قسطنطين
بيتر قسطنطين (بالإنجليزية: Peter Constantine)‏ هو مترجم وكاتب بريطاني، ولد في 1963 في لندن في المملكة المتحدة.